# Shadrach Eghan
Shadrach Kwesi Eghan (4 luglio 1994) è un ex calciatore ghanese, di ruolo centrocampista.

## Carriera
Formato nella Golden Boot Academy di Akosombo (Ghana), tra il 2011 e il 2012 ha sostenuto diversi provini per Twente. Alla fine, nel gennaio del 2013 è stato selezionato da Patrick Kluivert. Ha debuttato nel campionato olandese il 28 aprile seguente in Twente-N.E.C. (5-2) sostituendo Tim Hölscher al 74'.
Titolare nella stagione 2013-2014, ha segnato il suo primo gol in campionato il 14 settembre in Twente-PSV (2-2). Il 29 settembre ha segnato una doppietta nel 5-0 contro il Groningen.
Il 22 febbraio 2016 è passato ai norvegesi dello Stabæk con la formula del prestito, fino al 1º agosto successivo.